# Merav Micha'eli
Merav Micha'eli (hebrejsky מרב מיכאלי‎, narozena 24. listopadu 1966) je izraelská novinářka, politička a poslankyně Knesetu za Izraelskou stranu práce. Je také vnučka Rudolfa Kastnera.

## Biografie
Působila jako publicistka, novinářka a komentátorka s výrazně feministickou orientací. V říjnu 2012 oznámila, že bude kandidovat za stranu práce. V primárních volbách pak uspěla a dostala se na 5. místo kandidátní listiny a to i přesto, že se proti jejímu umístění na takovém volitelném postu vyslovila i předsedkyně strany Šeli Jachimovič. Její úspěch byl považován za jednu z nejpřekvapivějších událostí stranických primárek.
Ve volbách v roce 2013 byla zvolena do Knesetu za Izraelskou stranu práce. Mandát obhájila rovněž ve volbách v roce 2015, nyní za Sionistický tábor (aliance Strany práce a ha-Tnu'a).
V lednu 2021 byla zvolena do čela Strany práce.